# Yigoga farsistana
Yigoga farsistana là một loài bướm đêm trong họ Noctuidae.